# Комуникации в Северна Корея
Северна Корея е разположена в Източна Азия и граничи с най-развитите в това отношение страни – Южна Корея, Япония и Китай. Въпреки това цивилната комуникационна мрежа в КНДР е ограничена и се контролира напълно от правителствените служби.

## Телефонна и мобилна мрежа
Към 2011 броят на стационарните телефонни постове е бил 1 180 000. Съобщителната мрежа е адекватна и разчита на национална мрежа от оптични кабели.
Мобилната телекомуникационна мрежа е в процес на развитие. След възстановяването на строежа на Хотел Рюгьон през април 2008, египетският телеком Ораском е инсталирал свои антени на върха на хотела, а представители на компанията са потвърдили сделка със севернокорейското правителство за изграждане на GSM-инфраструктура с начално покритие за 100 000 потребители. През декември 2008 започва работа първият национален оператор в страната. Към края на 2012 година броят на мобилните потребители в страната надхвърля 1,5 милиона души, с достъп до 3G мрежа. Чужденците имат право на пълен достъп към Интернет и 3G-услуги, и от януари 2013 година не се налага да предават мобилните си телефони на властите при влизане в страната.

## Телевизия и радио

### Телевизия
Медиите в Северна Корея се контролират строго от правителството. Според организацията Репортери без граници КНДР е на предпоследно място от 173 държави по отношение на свобода на медиите. Последна е само Еритрея. В страната има 4 телевизионни канала – Корейската централна телевизия, телевизията Мансуде, Корейската културна и образователна мрежа, и телевизия Кесон, с насоченост към Южна Корея. Към 1990 телевизионните приемници са били около 250 000. Чуждите радио и телевизионни предавания се заглушават, от няколко години – дори и тези от Китайската Народна Република, а, преди да бъдат внесени в страната, всички приемници биват настроени така, че да не могат да улавят сигнали от други страни. Тези мерки обаче не са напълно ефективни и много севернокорейци тайно слушат радиопрограми или гледат телевизия от съседните държави.
Единственият канал, който има покритие в цялата страна, е първа програма. Тя единствена излъчва и централни новини, но новини от света се излъчват в тази емисия само веднъж в седмицата. Преди 2008 те са били излъчвани в неделя, а след това – във вторник. Също веднъж седмично има и спортни новини – в събота. В останалото време новините са само вътрешни с редки изключения, когато се съобщават информации за протести на работници в Южна Корея. Като правило обаче подобни съобщения винаги са онагледени само със снимки, в които добре са почистени всякакви странични обекти – луксозни сгради, коли, автобуси и всичко, което би оставило впечатление у зрителя, че в Южна Корея животът е по-добър от този на Север.

### Радио
Далеч по-разпространен начин за предаване на информация е радиото. Броят на радиоапаратите е около 4 000 000. Радио и телевизионните сигнали от други страни се заглушават, а приемниците са настроени да улавят само севернокорейски програми. Някои граждани обаче са измислили начини за улавяне на чужди сигнали.
Програмите са на японски, немски, английски, френски, италиански, руски и корейски за Южна Корея. Програмата на „Гласът на Корея“ се излъчва единствено на къси вълни. Емисиите са едночасови и съдържат новини, корейски революционни и естрадни (доколкото това може да се нарече естрада) песни, статии за трудови колективи и успехи в икономиката, птеписи от КНДР и почти всеки ден откъси от мемоарите на Ким Ир Сен или Ким Чен Ир. Понякога се четат и хвалебствени оди за двамата, писани от други автори. Радиото все още си няма своя интернет-страница, а и не излъчва в интернет, но в някои държави има неофициални сайтове на „Гласът на Корея“.

## Интернет
В последно време силно се развива компютърната индустрия. Севернокорейската компютърна мрежа Кванмьон остава затворена към света, но се разраства бързо вътре в страната. Кванмьон се използва от обикновените граждани за набавяне на информация, част от която е взета от глобалната интернет мрежа, но специално „пресята“ от корейския компютърен център. Един от малкото севернокорейски уебсайтове, „Чхолима“, представлява онлайн магазин. Домейнът .kp се използва само от един уебсайт, „Ненара“ (www.naenara.kp). Към момента съществуват две компютърни зали за обществено ползване, и двете са в Пхенян.
Кванмьон няма свързаност към света, но в нейните рамки има и търсачка, която може да покаже отпратки към дулбирани документални и научнопопулярни филми на чужди телевизии, естествено, пуснати в мрежата след обстойна идеологическа цензура от страна на властите. Най-много са публикуваните в нея китайски документални филми, но има също и такива от телевизия ZDF. В столицата Пхенян съществува и една компютърна зала със сателитен интернет за обществено ползване, наречена „компютърен кафе-клуб“, но през 2009 година тя бива затворена. Повечето учебни заведения са снабдени с компютърни зали, свързани само към Кванмьон.

## Основни данни
- основни телефонни линии: 1,18 млн. (2007)
- телефонни апарати: до 938 000 (2003)
- мобилни телефони: н.д.
- радиостанции: AM – 17, FM – 14, къси вълни – 14 (вкл. информационна система за новини с радиоточки) (2006)
- радиоапарати: 4,7 млн. (2001)
- телевизионни станции: 4 (2003)
- телевизионни апарати: 55 телевизора / 1000 души (2001)